# Kafr Laqif
Kafr Laqif (àrab: كفر لاقف, Kafr Lāqif) és una vila palestina de la governació de Qalqilya, a Cisjordània, situada a 22 kilòmetres al sud-oest de Nablus. Segons l'Oficina Central Palestina d'Estadístiques tenia 1.066 habitants el 2016.